# Monjoia

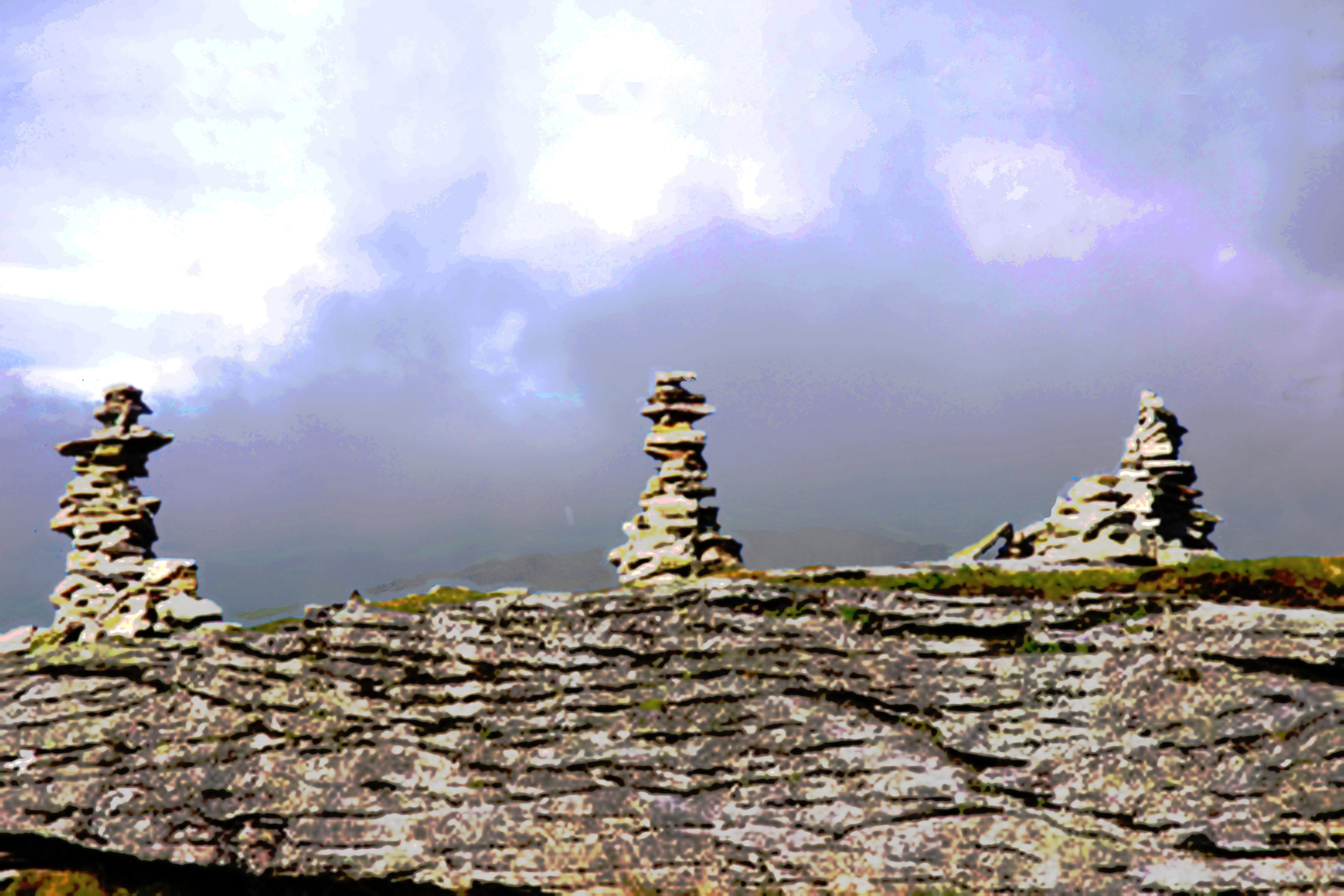
Tres monjoies indicant l'antic assentament de la basílica de la Santíssima Trinitat. (Rhune).

El terme monjoia té diversos significats, més o menys relacionats. Físicament una monjoia es pot definir com un munt de pedres apilat artificialment per a marcar un indret o algun esdeveniment important. Una monjoia física constitueix una fita o molló que serveix de referència material. En sentit figurat una monjoia és una fita.

## Estudi de 1913
A la Revista de Catalunya (1912), Manuel Montoliu publicà un estudi sobre la paraula “monjoia”.

## Elements semblants
D'acord amb les característiques, la definició i les funcions hi ha elements arquitectònics semblants a les monjoies. Una mostra a continuació.
- Cairns
- Esteles
- Menhirs
- Túmuls
- Kurgans
- Pedres mil·liars
- Creu de terme
- Creu coberta

## Documents
Entre les referències literàries a les monjoies cal destacar quatre exemples valencians del segle xv.

### Ausiàs March
| «                    | Per lo camí de mort he cercat vida, on he trobat moltes falses monjoies... | » |
| — XCVIII versos 1-2. |                                                                            |   |

### Joan Roís de Corella
En el primer volum de la traducció de la Vita Christi de Ludolf de Saxònia, la frase “Similes etiam sunt lapidibus milliarum, qui aliis viam indicant...” esdevingué “Són encara semblants a les pedres de la romeria que monjoyes se nomenen que elles nos mouen y als pelegrins mostren la via” (Lo Primer del Cartoxà).

### Jaume Roig
| «                                      | Seguint monjoies, plans, monts e foies, e rius passant. | » |
| — Espill (Jaume Roig). Versos 3277-79. |                                                         |   |

### Jaume Gassull
| «                         | Dieu que los vells les ornen hi broden, y tracten molt bé: yo us dich que ans mal, car més amarien vestir bon sayal, , que quants atavios los vells fer-los poden, què·ls valen les perles, brocats ni les joyes, que tinguen marits capons hi no galls? , Més amen dels jóvens les jóvens monjoyes, que tots los carvoncles del món, ni fermalls. | » |
| — Lo procés de les olives | |   |

La forma erguida i predominant sobre la superfície voltant d'una monjoia permetia la comparació en el poema anterior amb l'atribut sexual masculí.

## Les “montjoies” deSaint Denis

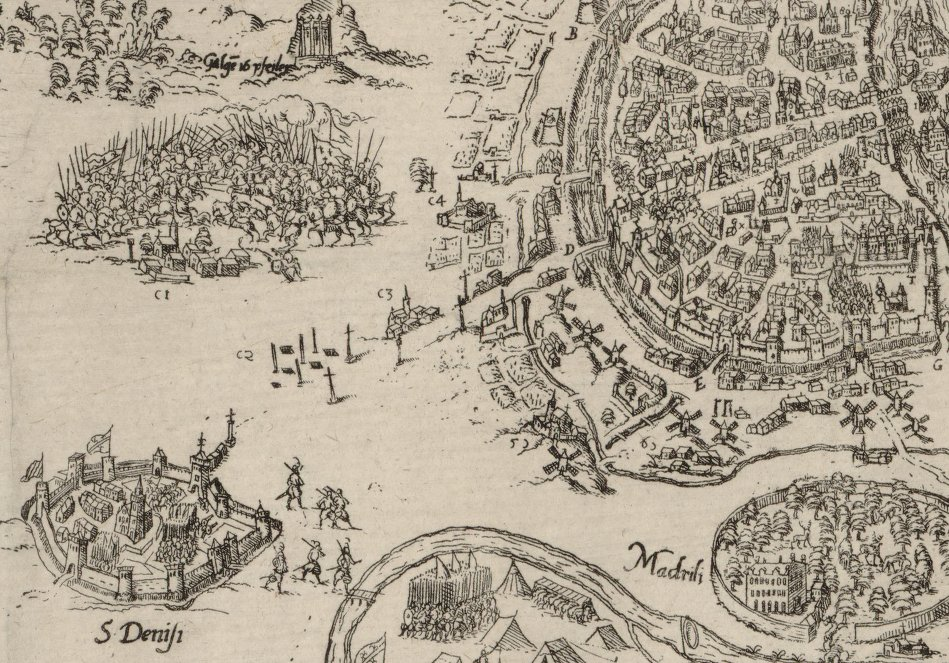
Gravat de 1565 que mostra les “montjoies” del camí de París a Saint-Denis. En la vista virtual el nord és a l'esquerra, el sud a la dreta, l'est a dalt i l'oest a baix.

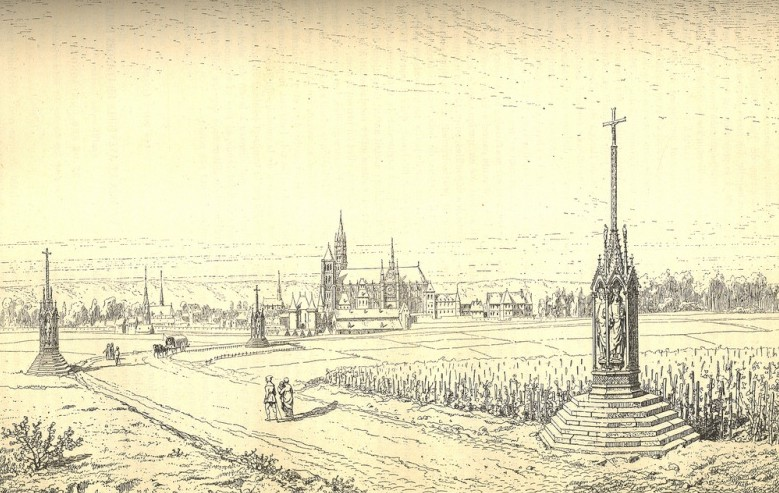
Monjoies de Saint-Denis segons un gravat del.

El cos de Lluís IX de França fou transportat des de Paris fins a la basílica de Saint Denis per a ser inhumat. En els llocs del camí on la comitiva fúnebre es va aturar foren erigides monjoies, una per cada indret. Es tractava de veritables monuments de pedra tallada, de dimensions notables (vegeu la figura) que conservaren la designació de les monjoies ordinàries, més senzilles i modestes.

## Toponímia
- Cala Montjoi
- La Monjoia (Moià)
- Coll Dera Monjoia (Val d'Aran).[10]
- Montjòi (Aude)
- Monjoio (Agénois; França)
- Mountjoyo (Arieja; França)[11]
- Presó de Mountjoy